# Зенд
Зенд (или занд; пехл. znt' [zand]) — название, которое получили толкования текстов древнеиранской священной книги «Авесты», а также её адаптированные переводы на современные комментаторам иранские языки. Последовавшие тексты комментариев на эти толкования получили название «пазенд» (англ. Pazend).
Будучи достоянием священнических сообществ, традиция зенда играла большую роль в оформлении и трансляции учения Благой Веры, обеспечивая практический доступ к авестийскому наследию и понимание священных текстов, составленных на архаичном языке. Считается, что дошедший до наших дней «Пехлевийский зенд» был составлен Адурбадом Махраспанданом в IV веке при окончательном утверждении авестийского канона.